# فيديريكو أكونا
فيديريكو أكونا (بالإسبانية: Federico Acuña) هو لاعب كرة قدم ومدرب كرة قدم باراغواياني في مركز الدفاع، ولد في 25 مارس 1985. لعب مع خميناسيا خوخوي وسبورتيفو لوكوينو ونادي غواراني.